# Gustaf Carlström
Gustaf Carlström, född 27 februari 1896 i Göteborgs domkyrkoförsamling, död 10 maj 1964 i Klara församling, Stockholm, var en svensk  tecknare, teaterdekoratör och författare. 

## Biografi
Han var son till köpmannen Wilhelm Carlström och Anna Fredholm samt från 1920 gift med Irene Pripp. Carlström studerade vid Althins målarskola 1915–1916 och vid Konsthögskolan 1917–1918 samt under ett flertal studieresor till Spanien, Frankrike och Italien. Separat ställde han ut på Galleri Gummeson, Galerie Moderne i Stockholm, Göteborgs konsthall och på Norrköpings konstmuseum. Som dekorationsmålare utförde han ett flertal av dekorutsmyckningarna för Karl Gerhards revyer under 1930- och 1940-talet. Som författare utgav han under 1920-talet några barnböcker som han själv illustrerade och han illustrerade Karl Gerhards självbiografiska anteckningar Och så kommer det en gosse 1931. Hans bildkonst består av naket, porträtt och landskapsmålningar. Bland hans offentliga utsmyckningar märktes de dekorativa målningarna på fartyget M/S Stockholm. Carlström är representerad vid Göteborgs konstmuseum, Gävle museum och Eskilstuna konstmuseum. Han är begravd på Östra kyrkogården i Göteborg.

## Teater

### Scenografi
| År   | Produktion                       | Upphovsmän   | Regi             | Teater      |
| ---- | -------------------------------- | ------------ | ---------------- | ----------- |
| 1933 | Oss greker emellan               | Karl Gerhard |                  | Folkteatern |
| 1934 | Mitt vänliga fönster, revy       | Karl Gerhard | Karl Gerhard     | Folkteatern |
| 1937 | Karl Gerhards vershus, revy      | Karl Gerhard |                  | Folkan      |
| 1937 | Karl Gerhards indiansommar, revy | Karl Gerhard | Karl Gerhard     | Folkan      |
| 1938 | Höstmanöver, revy                | Karl Gerhard | Karl Gerhard     | Folkan      |
| 1940 | Gullregn, revy                   | Karl Gerhard | Sandro Malmquist | Folkan      |
| 1942 | Sol och vår, revy                | Karl Gerhard | Karl Gerhard     | Folkan      |

### Utställningskataloger
- Gustaf Carlström : Gummesons konsthandel. Stockholm. 1921. Libris 2986307
- Gustaf Carlström : utställning i Galerie moderne ... 28 jan. - 12 febr. 1933. Stockholm. 1933. Libris 2986308
- Gustaf Carlström : [utställning i] Galerie Moderne 31 jan. - 14 febr. 1935. <S.l.>. ????. Libris 2986309
- Gustaf Carlström, Lili de Faramond, Einar Norelius : utställning december 1938. katalog 146. Stockholm: Svensk-franska konstgalleriet. 1938. Libris 10213003

### Bokillustrationer
- Gerhard, Karl (1931). Och så kommer det en gosse / med teckningar av Gustaf Carlström. Stockholm: Bonnier. Libris 1356923
- Kästner, Erich (1933). Den 35 maj. Bonniers barnbibliotek ; 14. Stockholm: Bonnier. Libris 1352180
- Mitt vänliga fönster Karl Gerhards revy turnʹe 1934. 1934. Libris 8853323
- Oterdahl, Jeanna (1928). Första början : läsebok för första skolåret / med bilder av Signe Lidbeck och Gustaf Carlström. Stockholm: Bonnier. Libris 2043955